# Fyrling
Fyrling (Crassula aquatica) är en fetbladsväxtart som först beskrevs av Carl von Linné, och fick sitt nu gällande namn av Schönl.. Enligt Catalogue of Life ingår Fyrling i släktet krassulor och familjen fetbladsväxter, men enligt Dyntaxa är tillhörigheten istället släktet krassulor och familjen fetbladsväxter. Enligt den finländska rödlistan är arten sårbar i Finland. Artens livsmiljö är öppna översvämningsstränder med finsediment vid sötvatten. Inga underarter finns listade i Catalogue of Life.

## Bildgalleri

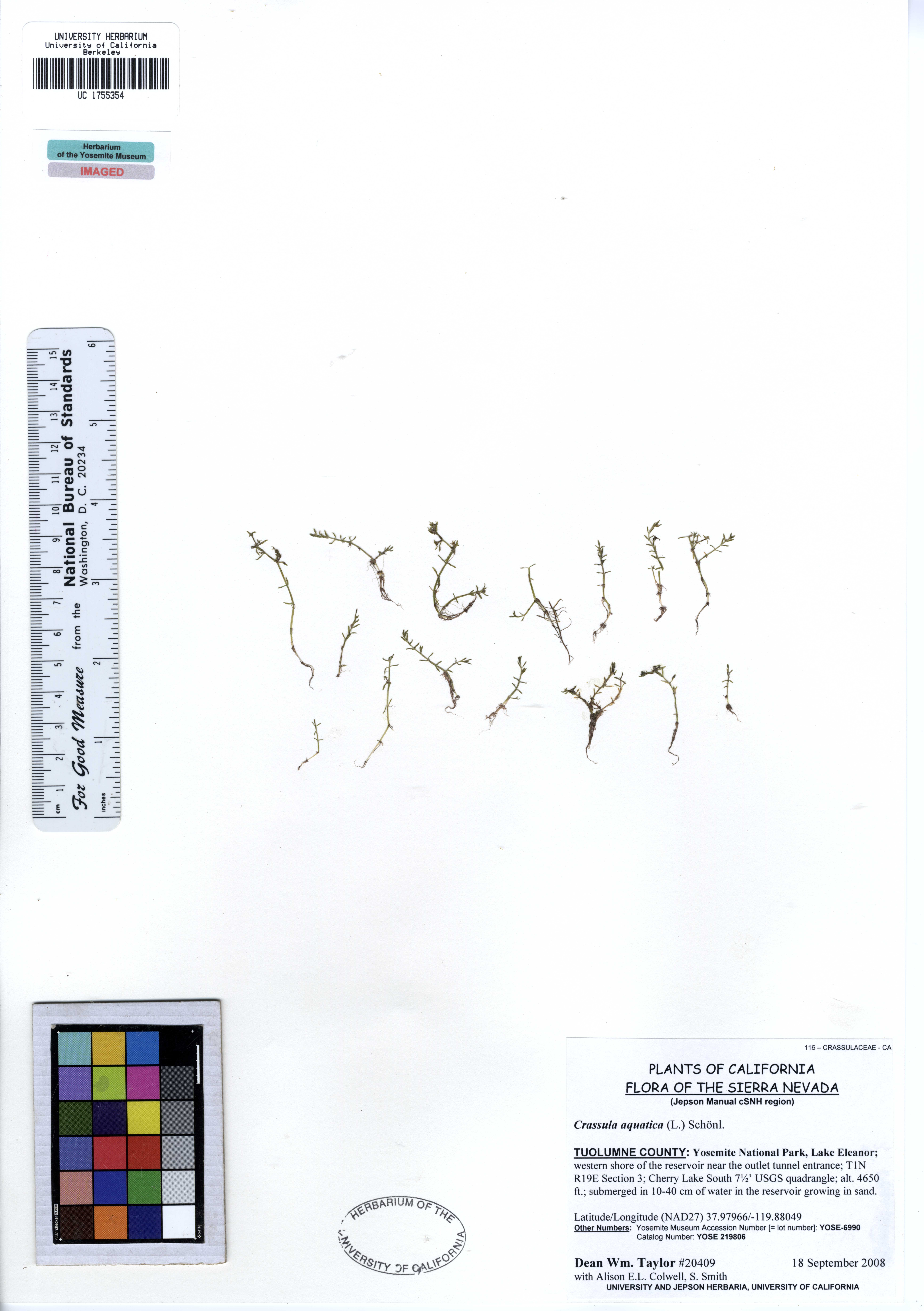